# Bee Gees Story
A Bee Gees Story című lemez a Bee Gees  Polydor által kiadott válogatáslemeze.

## Az album dalai
- Az 1989-es francia és spanyol kiadás csak 20 számot tartalmaz, az eredeti kiadáshoz képest az albumon szerepel a Words – (3:13) (FR: 9.) szám, a számok további sorrendje zárójelben szerepel.
- Az 1991-es kiadás 17 számot tartalmaz, a francia kiadáshoz képest kiamaradt a Jive Talkin, You Should Be Dancing és a Love You Inside Out szám.

1. New York Mining Disaster 1941 (Barry és Robin Gibb) – 2:09 (FR: 1.)
2. Holiday (Barry és Robin Gibb) – 2:52    (FR: 2.)
3. To Love Somebody (Barry és Robin Gibb) – 2:58  (FR: 3.)
4. Massachusetts (Barry, Robin és Maurice Gibb) – 2:22  (FR: 4.)
5. I Started A Joke (Barry, Robin és Maurice Gibb) – 3:04 (FR: 5.)
6. World (Barry, Robin és Maurice Gibb) – 3:12   (FR: 6.)
7. I've Gotta Get A Message To You (Barry, Robin és Maurice Gibb) – 2:59  (FR: 7.)
8. First Of May (Barry és Maurice Gibb) – 2:49  (FR: 8.)
9. Don't Forget to Remember (Barry és Maurice Gibb) – 3:27
10. Lonely Days (Barry, Robin és Maurice Gibb) – 3:45
11. Run To Me (Barry, Robin és Maurice Gibb) – 3:07  (FR: 10.)
12. My World (Barry és Robin Gibb) – 4:20
13. Nights On Broadway (Barry, Robin és Maurice Gibb) – 4:32  (FR: 11.)
14. Jive Talking (Barry, Robin és Maurice Gibb) – 3:43  (FR: 12.)
15. More than A Woman (Barry, Robin és Maurice Gibb) – 3:15 (FR: 13.)
16. You Should Be Dancing (Barry, Robin és Maurice Gibb) – 4:48   (FR: 14.)
17. How Deep Is Your Love (Barry, Robin és Maurice Gibb) – 4:02 (FR: 15.)
18. Stayin' Alive (Barry, Robin és Maurice Gibb) – 4:45  (FR: 16.)
19. Night Fever (Barry, Robin és Maurice Gibb) – 3:30  (FR: 17.)
20. Too Much Heaven (Barry, Robin és Maurice Gibb) – 4:54  (FR: 18.)
21. Tragedy (Barry, Robin és Maurice Gibb) – 5:01  (FR: 19.)
22. Love You Inside Out  (Barry, Robin és Maurice Gibb) – 4:11  (FR: 20.)

## Közreműködők
- Bee Gees